# Der Gauner und der liebe Gott
Der Gauner und der liebe Gott (en alemany el murri i el bon Déu) és una pel·lícula alemanya de comèdia criminal del 1960 dirigida per Axel von Ambesser. Fou estrenada en castellà amb el títol El pícaro y el buen Dios.

## Argument
El lladregot habitual Paul Wittkowski és processat a Múnic, i tot i que aquest cop és innocent és declarat culpable i condemnat a 8 anys de presó. Aconsegueix fugir i s'amaga a una església on demana ajuda a Déu, i després d'un malentès rep una sotana. S'amaga a la rectoria de Seebrücken. Allí s'implica en els conflictes locals entre el pastor Steiner i l'home més ric del poble. Després de diverses peripècies, Steiner l'ajuda a demostrar la seva innocència i torna a Seebrücken.

## Repartiment
- Gert Fröbe... Paul Wittkowski
- Rudolf Vogel... 	Anton Braumberger
- Ellen Schwiers... Maria Holzmann
- Lucie Englisch ... Frau Nestle
- Manfred Kunst ... Peter Holzmann
- Barbara Gallauner ... Fräulein Mauer
- Hans Jürgen Diedrich 	... Wachtmeister Franke
- Toni Treutler ... Thérèse Braumberger
- Rosemarie Kirstein ... Helga Braumberger
- Gerd Seid ... Richard
- Hans Zander ... Polizist
- Walter Jacob ... Gerichtspräsident
- Erland Erlandsen ... Kriminalkommissar
- Karlheinz Böhm… Pater Steiner

## Crítica
El Lexikon des internationalen Films descriu Der Gauner und der liebe Gott com una pel·lícula de gran èxit escenificada en el popular estil basculant. Val la pena veure: Gert Fröbe en el seu cèlebre paper. A l'Evangelische Film-Beobachter destaca especialment l'actuació interpretativa de Fröbe: Per sobre de tot, la magnífica presentació de Gert Fröbe fa que aquest film alegre, de vegades una mica superficial, sigui un plaer.

## Premis
- Festival Internacional de Cinema de Sant Sebastià 1961: Premi Sant Sebastià d'interpretació masculina per Gert Fröbe.[4]